# UiTdatabank
De UiTdatabank maakt via verschillende websites het cultuuraanbod in Vlaanderen en het Brussels Hoofdstedelijk Gewest toegankelijk voor een ruim publiek. 

## Geschiedenis
De CultuurDatabank werd ontwikkeld in opdracht van het Vlaamse Departement Cultuur, Jeugd en Media. Deze kruispuntdatabank werd decentraal aangevuld door onder meer organisatoren van concerten, tentoonstellingen, cursussen, activiteiten over erfgoed. Elke organisatie of privépersoon vult de informatie zelf in. Het is bedoeld als werkinstrument voor wie bezig is met cultuurbeleving door de maximale ontsluiting ervan. De tool richt zich naar de culturele actoren, de steden en gemeenten, journalisten en redacteurs, de bezoekerscentra, beleidsmensen maar ook kunstenaars die hun werk en activiteiten via dit kanaal zelf kunnen kenbaar maken.
De databank sloot aan op de doelstelling van CultuurNet Vlaanderen om het culturele aanbod via de www.cultuurweb.be zo efficiënt en zo vindbaar mogelijk kenbaar te maken aan de doelgroep. Het project is daarbij sector- en niveauoverschrijdend, omvat alle deelgebieen van de culturele sector, heeft ook aandacht voor kleinschalige en lokale initiatieven en is daarbij publieksgericht. 
In maart 2009 werd de databank herdoopt tot UiTdatabank en met de websites uitinvlaanderen.be en uitinbrussel.be en zo geleidelijk aan voor elke gemeente en doelgroep een lokaal cultureel aanbod op maat.